# Martin Wagendorfer
Martin Wagendorfer (* 1973 in Amstetten) ist ein österreichischer Historiker. Er ist in der Fachwelt vor allem als Enea-Silvio-Experte und -Editor hervorgetreten.

## Leben und Wirken
Martin Wagendorfer studierte seit 1991 Geschichte, Klassische Philologie und später auch Alte Geschichte an der Universität Wien. Von 1995 bis 1998 absolvierte er den 61. Ausbildungskurs am Institut für Österreichische Geschichtsforschung. In Wien wurde er 2001 bei Winfried Stelzer über die Historia Austrialis promoviert. Wagendorfer war von 2004 bis 2006 und von 2008 bis 2012 Mitarbeiter an der Kommission für Schrift- und Buchwesen des Mittelalters der Österreichischen Akademie der Wissenschaften. Im Jahr 2008 erfolgte die Habilitation an der Universität Wien über die Schrift des Eneas Silvius Piccolomini. Für die Studie erhielt er 2009 den Jubiläumspreis des Böhlau Verlages. Im Sommersemester 2010 lehrte Wagendorfer als Vertretungsprofessor für Mittelalterliche Geschichte an der Universität Wien. Wagendorfer lehrte von 2012 bis 2014 als Vertretungsprofessor von Claudia Märtl Mittelalterliche Geschichte mit dem Schwerpunkt Spätmittelalter an der Universität München. Im Sommersemester 2014 hatte er eine Lehrstuhlvertretung für Mark Mersiowsky an der Universität Innsbruck inne. Ab 1. Oktober 2015 war Wagendorfer Inhaber des Lehrstuhls für Geschichte des Mittelalters und Historische Hilfswissenschaften an der Universität Innsbruck. Im Wintersemester 2018/2019 war er Gastprofessor am Institut für Österreichische Geschichtsforschung der Universität Wien. Vom 1. Oktober 2018 bis 30. September 2019 war er bei den Monumenta Germaniae Historica zur Fertigstellung seiner Edition der Historia de dieta Ratisponensi des Eneas Silvius Piccolomini beschäftigt. Im Wintersemester 2019/2020 trat er die Nachfolge von Irmgard Fees auf der Professur für Historische Grundwissenschaften mit besonderer Berücksichtigung der Digital Humanities an der Universität München an. Wagendorfer gehört außerdem dem Wissenschaftlichen Beirat der von der Universität Mailand herausgegebenen Fachzeitschrift Studi di Storia Medioevale e di Diplomatica an.
Forschungsschwerpunkte Wagendorfers sind die Geschichte des Humanismus und seiner Rezeption nördlich der Alpen, die mittelalterliche Universität, die Bildungs- und Bibliotheksgeschichte im Mittelalter, die Historiographie im Hoch- und Spätmittelalter, die Quellenkunde des Mittelalters sowie die Historischen Hilfswissenschaften. Wagendorfer gilt durch zahlreiche Publikationen als einer der besten Kenner von Eneas Silvius Piccolomini, dem späteren Papst Pius II. Die Historia Austrialis des Piccolomini, die als eine der wichtigsten Quellen zur Reichsgeschichte des 15. Jahrhunderts gilt, legte er zusammen mit Julia Knödler unter der Betreuung von Claudia Märtl in einer zweibändigen Neuedition vor. Er arbeitet an einer Edition der Historia de dieta Ratisponensi des Piccolomini.

## Schriften
Monographien
- Die Schrift des Eneas Silvius Piccolomini (= Studi e testi. Bd. 441). Città del Vaticano, Biblioteca Apostolica Vaticana 2008, ISBN 978-88-210-0862-7.
- Studien zur Historia Austrialis des Aeneas Silvius de Piccolominibus (= Mitteilungen des Instituts für Österreichische Geschichtsforschung. Ergänzungsband 43). Oldenbourg, Wien u. a. 2003, ISBN 3-486-64850-0.

Quelleneditionen
- Eneas Silvius Piccolomini: Historia Austrialis. Teil 1, Einleitung von Martin Wagendorfer, 1. Redaktion herausgegeben von Julia Knödler. Teil 2, 2. und 3. Redaktion herausgegeben von Martin Wagendorfer (= Monumenta Germaniae Historica. Scriptores Rerum Germanicarum. Nova Series. Bd. XXIV). Hahn, Hannover 2009, ISBN 978-3-7752-0224-4 (Digitalisat des ersten Bandes) (Digitalisat des zweiten Bandes).

Herausgeberschaften
- Das Notizbuch Kaiser Friedrichs III. Vorträge der interdisziplinären Tagung vom 17. und 18. November 2022 (= Monumenta Germaniae Historica. Schriften Bd. 83). Harrassowitz, Wiesbaden 2024, ISBN 978-3-447-12275-7
- mit Franz Fuchs, Paul-Joachim Heinig: König und Kanzlist, Kaiser und Papst. Friedrich III. und Enea Silvio Piccolomini in Wiener Neustadt (= Forschungen zur Kaiser- und Papstgeschichte des Mittelalters. Bd. 32). Böhlau, Wien u. a. 2013, ISBN 3-412-20962-7 (online).